# Orphan Black
Orphan Black är en kanadensisk TV-serie, som började sändas den 30 mars 2013 i Kanada på TV-kanalen Space och i USA på TV-kanalen BBC America. Serien är skapad av Graeme Manson och John Fawcett, och medverkande skådespelare är Tatiana Maslany, Jordan Gavaris och Maria Doyle Kennedy.

## Rollista (i urval)

### Huvudroller
| Tatiana Maslany     | – diverse kloner              |
| Dylan Bruce         | – Paul Dierden                |
| Jordan Gavaris      | – Felix "Fee" Dawkins         |
| Kevin Hanchard      | – Detective Arthur "Art" Bell |
| Maria Doyle Kennedy | – Siobhan Sadler              |
| Évelyne Brochu      | – Dr. Delphine Cormier        |

### Återkommande roller
| Josh Vokey          | – Scott Smith     |
| Michiel Huisman     | – Cal Morrison    |
| Michelle Forbes     | – Marion Bowles   |
| Zoé De Grand Maison | – Grace Johanssen |
| Kristian Bruun      | – Donnie Hendrix  |
| Ari Millen          | – diverse kloner  |